# 零行列
数学において、零行列（ゼロぎょうれつ、れいぎょうれつ、zero matrix, null matrix）とは、その成分（要素）が全て 0 の行列。O あるいは 0 と記述されることが多い。
{\displaystyle 0={\begin{bmatrix}0&0&0&\cdots &0\\0&0&0&\cdots &0\\\vdots &\vdots &\vdots &\ddots &\vdots \\0&0&0&\cdots &0\end{bmatrix}}}
また、下付き添字によって行列の型を明記することもある。
{\displaystyle O_{2}=O_{2,2}={\begin{bmatrix}0&0\\0&0\end{bmatrix}},O_{2,3}={\begin{bmatrix}0&0&0\\0&0&0\end{bmatrix}}}
自明な線形変換である零作用素を表す行列であり、正方行列の場合には行列環の零元を与えている。

## 性質
以下、l, m, n は任意の自然数とする。
- m 行 n 列の零行列 O と m 行 n 列の任意の行列 A の和は A + O = O + A = A となり、差は A − O = A, O − A = −A となる。
- l 行 m 列の零行列 O と m 行 n 列の任意の行列 A の積 OA は、l 行 n 列の零行列となる。
- l 行 m 列の任意の行列 B と m 行 n 列の零行列 O の積 BO は、l 行 n 列の零行列となる。

これらのことから、n 次の正方行列全体のなす環を考えているとき、零行列はその零元になる。